# Abraham Weiss
Abraham Weiss (ur. 1895 w Podhajcach, zm. 1970) – doktor filozofii, rabin i docent Talmudu w Żydowskim Instytucie Nauki. 

## Życiorys
Był członkiem Komitetu Żydowskiego. Jesienią 1939 wszedł w skład stołecznej Rady Żydowskiej.
W 1940 roku wyjechał do Stanów Zjednoczonych, gdzie przez ponad ćwierć wieku mieszkał w Nowym Jorku, będąc wykładowcą Uniwersytetu Yeshiva. Po przejściu na emeryturę, w 1967, wyjechał do Izraela, gdzie kontynuował wykłady na Uniwersytecie Bar-Ilana (w Ramat Gan).

## Publikacje
- Le-korot Hithavvut Ha-Bavli (1929) Warszawa
- Ha-Talmud Bavli Bi-Hithavvuto Ha-Siferutit vol. I-II (1937, 1939) Warszawa.
- Hithavvut ha-Talmud bi-Shelemuto (1943), Nowy Jork.
- Le-Ḥeker ha-Talmud (1954) Nowy Jork.
- Al ha-Yeẓirah ha-Sifrutit shel ha-Amora’im (1962). Nowy Jork.
- Seder ha-Diyyun; Meḥkarim be-Mishpat ha-Talmud (1957) Nowy Jork.
- Diyyunim u-Verurim be-Bava Kamma (1966). Nowy Jork.
- Le-Ḥeker ha-Sifruti shel ha-Mishnah (HUCA, 16 (1941), 1–33, Heb. sect.).